# Okusama ga Seito Kaichō!
Okusama ga Seito Kaichō! (おくさまが生徒会長！ lit. ¡Mi esposa es presidente del consejo estudiantil!?) es una serie de manga escrita e ilustrada por Yumi Nakata. Comenzó a serializarse en la revista de manga shōnen Comic Rex de la editorial Ichijinsha, desde 2011 ha sido compilado en 13 volúmenes tankōbon. La historia fue inicialmente presentada en 2007 como Okusama wa Seito Kaichō, la cual fue publicado en un solo volumen tankōbon por Jitsugyo no Nihon Sha, Ltd. en 2007. Una adaptación a anime de Seven fue anunciada en diciembre del 2014, siendo transmitida desde julio hasta septiembre de 2015. Una segunda temporada del anime titulada Okusama ga Seito Kaichō! +! (おくさまが生徒会長！+! lit. Mi esposa es la presidenta del consejo estudiantil +?) comenzó a emitirse el 2 de octubre de 2016.

## Argumento
Hayato Izumi busca ser el presidente del consejo estudiantil de su nueva escuela, pero pierde contra Ui Wakana, una alegre y carismática chica que promete liberar el amor en el campus, y tira condones a la audiencia durante su discurso de audición. Él termina convirtiéndose en vicepresidente del consejo estudiantil, pero pronto descubre que debido a un arreglo de sus padres, Ui va a ser su prometida y que tienen que vivir juntos, así que tratará de mantener su cohabitación en secreto para la escuela y el liderazgo del consejo estudiantil compuesto únicamente de chicas, mientras se defiende de los agresivos avances de Ui, progresivamente románticos y sexuales en casa. Asimismo, Izumi logra atraer la atención de la líder de disciplina Rin Misumi, quien luego se muda como su vecina con su hermana Kei, la enfermera de la escuela.

## Personajes
Ui Wakana (若菜 羽衣   Wakana Ui)
Seiyū: Ayana Taketatsu
La animada y extrovertida personaje titular de la serie, ella se convierte en presidente del consejo estudiantil siguiendo su campaña de esparcir el amor por la escuela donde ella regalaba condones. Ella se muda al apartamento de Hayato como su prometida en un matrimonio arreglado. Ella es notablemente menos seria en "casa", donde ella no puede cocinar por sí misma, usualmente se resbala y actúa completamente dependiente de Hayato. Un tema recurrente en la serie es que imágenes de bebes pollitos aparecen en su cabeza cuando ella está deprimida o pensativa. A lo largo de la serie ella trata de satisfacer a Hayato románticamente e incluso sexualmente, conociendo muy poco de como hacer eso.
Hayato Izumi (和泉 隼人 Izumi Hayato)
Seiyū: Kazuyuki Okitsu
El protagonista masculino. Hayato es un individuo muy serio quien es el vicepresidente del consejo estudiantil. Él esta en un matrimonio arreglado con Ui Wakana y ella debe vivir en su apartamento. A pesar de su siempre creciente respeto hacia Ui a lo largo de la serie, el usualmente es atrapado en sus avances románticos lo cual hace que se sienta incómodo pero excitado. Hayato es notablemente autosuficiente, teniendo que cocinar y limpiar por sí mismo antes de la llegada de Ui.
Ayane Niikura (新倉 あやね Niikura Ayane)
Seiyū: Aoi Fujimoto
La secretaria del consejo estudiantil. A ella le gusta vestirse con trajes locos y orejas de gato. Ella está un poco fuera de la realidad.
Karen Fujisaki (藤咲 可憐 Fujisaki Karen)
Seiyū: Yoshie Sugiyama
La tesorera del consejo estudiantil. Ella es pequeña y extremadamente devota hacia Ui, llegando a tener interés pervertido en ella. A ella le disgusta Hayato y usualmente se mete en peleas con el.
Rin Misumi (三隅 倫 Misumi Rin)
Seiyū: Minami Tsuda
La líder del comité de disciplina, a Rin le disgusta la campaña de Ui y las cosas relativas a esta; sin embargo, ella desarrolla sentimientos por Hayato ya que el la trata dulcemente y la ayuda en una situación. Ella y su hermana se mudan al apartamento vecino al de Hayato, Rin luego descubre su cohabitación por parte de su hermana causando que se vuelva extremadamente celosa. En el anime, ella explica de que se unió al comité debido a que ella quería disipar un rumor de que ella estaba seduciendo chicos con su gran pecho para así enfatizar su lado moralmente puro.
Makoto Sawatari (猿渡 真都 Sawatari Makoto)
Seiyū: Juri Nagatsuma
Una chica pequeña quien mira a Rin como Karen lo hace con Ui, solo que a diferencia de Karen a ella no le desagrada Izumi, sino que al contrario quiere que el y Rin formen una relación de pareja. Ella tiene una colección de fotos de Rin en situaciones vergonzosas. Fue la primera en descubrir que Izumi y Ui viven juntos.
Misato Wakana (若菜 みさと Wakana Misato)
Seiyū: Tomoko Kaneda
Misato es la energética y juguetona madre de Ui. Su pequeña estatura hace que todos crean que es la hermana menor de Ui.
Kei Misumi (三隅 慧 Misumi Kei)
Seiyū: Ryoko Shiraishi
La hermana de Rin quien es la enfermera de la escuela quien usualmente viste ropas sexualmente sugestivas y cuyos comportamientos molestan a Rin. Ella y Rin se mudaron al apartamento vecino del de Hayato. Ella luego descubre de su cohabitación de los padres de Ui manteniéndolo como un secreto para Rin, pero luego se lo dice.
Ryuji Wakana (若菜 竜二 Wakana Ryuji)
Seiyū: Yū Kobayashi
El padre de Ui cuya apariencia joven lo hace lucir más como su hermano pequeño. Él es severo y estricto, pero cuando esta pensativo, pequeñas ratas aparecen sobre su cabeza muy similares a los bebes pollitos de su hija.

## Media

### Manga
Hasta octubre de 2018, la serie ha sido publicada en 13 volúmenes tankōbon.
| Núm. | Fecha de publicación    | ISBN                   |
| ---- | ----------------------- | ---------------------- |
| 1    | 21 de enero de 2012     | ISBN 9784758062930     |
| 2    | 28 de julio de 2012     | ISBN 9784758063227     |
| 3    | 28 de junio de 2013     | ISBN 9784758063548     |
| 4    | 28 de julio de 2013     | ISBN 9784758063920     |
| 5    | 28 de junio de 2014     | ISBN 9784758064354     |
| 6    | 27 de julio de 2014     | ISBN 9784758064569     |
| 7    | 27 de abril de 2015     | ISBN 9784758065030     |
| 8    | 27 de julio de 2015     | ISBN 9784758065221     |
| 9    | 27 de enero de 2016     | ISBN 9784758065573     |
| 10   | 27 de julio de 2016     | ISBN 978-4-7580-6602-0 |
| 11   | 27 de abril de 2017     | ISBN 978-4-7580-6654-9 |
| 12   | 27 de febrero de 2018   | ISBN 978-4-7580-6718-8 |
| 13   | 27 de noviembre de 2018 | ISBN 978-4-7580-6771-3 |

### Anime
Una adaptación a anime dirigida por Hiroyuki Furukawa y producida por Seven se estrenó el 1 de julio de 2015. El opening es "Koisuru☆Hiyoko" (恋する☆ひよこ) interpretado por Rekka Katakiri. Una OVA fue estrenado con el noveno volumen del manga el 27 de enero de 2016 Fue anunciado en la edición de marzo de 2016 de la Monthly Comic Rex que se le ha dado luz verde a una segunda temporada del anime, la cual empezó a emitirse el 2 de octubre de 2016.

#### Lista de episodios

##### Primera temporada
| Núm.     | Título | Fecha de Estreno         |
| -------- | --- | ------------------------ |
| 1        | "El presidente del consejo estudiantil se casa en una familia" "Seito Kaichō no Totsugisaki" (生徒会長の嫁ぎ先)                                                | 2 de julio de 2015       |
| 2        | "El presidente del consejo estudiantil y comidas en casa" "Seito Kaichō to Ouchi Gohan" (生徒会長とおうちごはん)                                               | 9 de julio de 2015       |
| 3        | "El presidente del consejo estudiantil y el experimento de tomarse de las manos" "Seito Kaichō to Te Tsunagi Jikken" (生徒会長と手つなぎ実験)                  | 16 de julio de 2015      |
| 4        | "El lugar donde quedarse bajo la lluvia sin el presidente del consejo estudiantil" "Seito kaichō ga inai tokoro de amayadori" (生徒会長がいないところで雨宿り) | 23 de julio de 2015      |
| 5        | "Reconciliándose con el presidente del consejo estudiantil" "Seito kaichō to nakanaori no Are" (生徒会長と仲直りのアレ)                                        | 30 de julio de 2015      |
| 6        | "La familia de el presidente del consejo estudiantil" "Seito kaichō to miuchi cha arimasen" (生徒会長と身内ちゃん)                                             | 6 de agosto de 2015      |
| 7        | "El furtivo presidente del consejo estudiantil" "Kosokoso seito kaichō" (こそこそ生徒会長)                                                                     | 13 de agosto de 2015     |
| 8        | "El vice presidente y las 2 enfermeras demonio" "Fuku kaichō to hoken-shitsu no akuma 2-biki" (副会長と保健室の悪魔2匹)                                        | 20 de agosto de 2015     |
| 9        | "El presidente del consejo estudiantil, prometido y expuesto" "Seito kaichō to wairo to bakuro" (生徒会長と賄賂と暴露)                                         | 27 de agosto de 2015     |
| 10       | "La presentación de medios verano de Sawatari-San" "Saruwatari-san no manatsu no purezen" (猿渡さんの真夏のプレゼン)                                           | 3 de septiembre de 2015  |
| 11       | "El presidente del consejo estudiantil cumple 16" "Seito kaichō 16-sai ni naru" (生徒会長16歳になる)                                                           | 10 de septiembre de 2015 |
| 12       | "Más de la familia del presidente" "Kaichō no miuchi-kun" (会長の身内くん)                                                                                     | 17 de septiembre de 2015 |
| 13 (OVA) | "El presidente del consejo estudiantil y el juego en el baño" "Seito kaichō to o furo asobi" (生徒会長とお風呂遊び)                                            | 27 de enero de 2016      |

##### Segunda temporada
| #  | Título | Estreno                 |
| -- | --- | ----------------------- |
| 1  | «La juguetona presidenta del consejo estudiantil» «O Tawamure Seito Kaichō» (おたわむれ生徒会長)                                                           | 2 de octubre de 2016    |
| 2  | «El festival a finales de verano con la líder del comité de disciplina» «Jajjimento-chō to Banka no Omatsuri» (風紀委員長と晩夏のお祭り)                   | 9 de octubre de 2016    |
| 3  | «La presidenta del consejo estudiantil y la presidenta del club de fotografía» «Seito Kaichō to Shashin-bu Buchō» (生徒会長と写真部部長)                   | 16 de octubre de 2016   |
| 4  | «El despertar de la líder del comité de disciplina (Provisional)» «Jajjimento-chō no Kakusei (Kari)» (風紀委員長の覚醒（仮）)                              | 23 de octubre de 2016   |
| 5  | «La larga noche del vicepresidente» «Fuku Kaichō no Nagaiyo» (副会長の長い夜)                                                                              | 30 de octubre de 2016   |
| 6  | «Una peligrosa tarde con Nīkura-san» «Nīkura-san to Kiken'na Hirusagari» (新倉さんと危険な昼下がり)                                                        | 6 de noviembre de 2016  |
| 7  | «La implacable batalla entre la presidenta y la líder del comité de disciplina» «Kaichō to Jajjimento-chō no Yuzurenai sen» (会長と風紀委員長の譲れない戦) | 13 de noviembre de 2016 |
| 8  | «Los esfuerzos de la presidenta y tentaciones de invierno» «Seito Kaichō no Ganbari to Fuyu no Yūwaku» (生徒会長の頑張りと冬の誘惑)                        | 20 de noviembre de 2016 |
| 9  | «El deseo secreto de la presidenta del club de fotografía» «Shashin-bu Buchō no Himeta Yokubō» (写真部部長の秘めた欲望)                                    | 27 de noviembre de 2016 |
| 10 | «Los problemas de la presidenta y de la líder del comité de disciplina» «Seito Kaichō to Jajjimento-chō no Tōron» (生徒会長と風紀委員長の懊悩)             | 4 de diciembre de 2016  |
| 11 | «El vicepresidente y la tesorera hacen algún tipo de progreso» «Fuku Kaichō to Kaikei no Nanika no Zenshin» (副会長と会計の何らかの前進)                   | 11 de diciembre de 2016 |
| 12 | «La Nochebuena de la presidenta y los demás» «Seito Kaichō (+ a) to Seinaru Yoru o» (生徒会長(+α)と聖なる夜を)                                             | 18 de diciembre de 2016 |